# 森正蔵
森 正蔵（もり しょうぞう/せいぞう、1900年（明治33年）7月1日 - 1953年（昭和28年）1月11日）は、新聞記者。毎日新聞東京本社社会部長・出版局長取締役・論説委員長などを歴任し、戦後書いた「旋風二十年」がベストセラーとなった。

## 略歴
森正蔵は、1900年（明治33年）7月1日滋賀県滋賀郡小松村（現滋賀県大津市北小松）に生まれ、1924年（大正13年）東京外国語学校（現東京外国語大学）ロシア語部を卒業し、2年後に毎日新聞社大阪本社に入社した。毎日新聞ではハルピン・奉天特派員を経てソ連特派員としてモスクワに駐在した。帰国後大阪本社外信部ロシア課長になり、当時の新聞界において有数のソ連通と言われた。
1945年（昭和20年）終戦後に東京本社社会部長・出版局長等を歴任し、1950年（昭和25年）取締役に就任し論説委員長となった。その間に発表した『旋風20年』・『転落の歴史』・『風雪の碑』・『戦後風雲録』の4部作は、第2次世界大戦から戦後の混乱期を新聞記者の立場から記した歴史書として大評判となり、特に終戦の年の11月に初版が刊行された『旋風20年』は、戦時中公にされることがなかった内部情報や裁判資料など様々な極秘文書を基に記され、3年間に亘りベストセラーとなり上・下巻合わせて70-80万部の売れ行きを見せた。心臓病から東大病院に入院し、1953年（昭和28年）1月11日52歳で病没した。

## 参考図書
- 「朝日ジャーナル(7)43 1965年10月」 P40「森正蔵『旋風二十年』 解禁された新聞記事」（朝日新聞社）
- 「ドキュメント人と業績大事典 第23巻」（ドキュメント人と業績大事典編集委員会編 ナダ出版センター 2002年）

## 著書
- 「最近ソ聨の内外情勢」（皐月会 1941年）
- 「旋風二十年 解禁昭和裏面史 上・下卷」（鱒書房 1945年）
  - 「解禁昭和裏面史　旋風二十年」ちくま学芸文庫 2009年
- 「風雪の碑 昭和受難者列伝」（鱒書房 1946年、新版1971年）
- 「転落の歴史 第二次世界大戦の真相」（鱒書房 1948年）
- 「燃える氷原 米ソ冷戦の真相」（話社 1948年）
- 「戦後風雲録」（鱒書房 1951年）
- 「あるジャーナリストの敗戦日記 1945〜1946」（有山輝雄編）ゆまに書房 2005年
- 「私が命を賭けた日米開戦スクープ」（後藤基治・栗原広美共著 長田達三監修）毎日ワンズ 2010年
- 「挙国の体当たり　戦時社説150本を書き通した新聞人の独白」毎日ワンズ 2014年

## 関連事項
墓所
多磨霊園（5区1種18側）：墓所右側に毎日新聞社有志より1955年12月建てられた本型をした碑が建つ。碑には「森正蔵 著　旋風二十年　轉落の歴史　燃える氷原　風雪の碑　戦後風雲録」と刻まれ、森正蔵の略歴が記されている。